# Scoparia montevidensis
Scoparia montevidensis là một loài thực vật có hoa trong họ Mã đề. Loài này được (Spreng.) R.E. Fr. miêu tả khoa học đầu tiên năm 1906.